# Савчук, Олег Ростиславович
Олег Ростиславович Савчук (род. 4 августа 1966, Пермь) — советский и российский хоккеист, нападающий. Мастер спорта СССР. Тренер.

## Биография
Начинал заниматься хоккеем в районной команде «Метеор», выступавшей на первенство Перми и области, тренер Юрий Андрианов. В 14 лет перешёл в ДЮСШ «Молот», играл в классе Андрея Шевелева. В 1984 году провёл за команду мастеров две игры. Во время службы выступал за армейскую команду из Оренбурга на первенство области. С середины сезона 1986/87 играл за команду второй лиги «Южный Урал» Орск. Летом 1987 года поехал поступать в Челябинский институт физкультуры и был приглашён в местную команду высшей лиги «Трактор». В декабре 1988 года во время турнира в Швеции в числе нескольких игроков «перепутал кассы» в супермаркете, был дисквалифицирован на полгода. В следующем году главный тренер Геннадий Цыгуров обвинил Савчука в краже печатки у Сергея Викулова. В результате конфликта Савчук написал заявление об уходе, сдал квартиру и уехал в Пермь. Перстень, по словам Савчука, позже нашёлся, Цыгурова вскоре сняли с должности, но Савчук остался выступать в «Молоте».
В сезоне 1993/94 провёл 4 матча за «Нефтехимик» Нижнекамск, затем стал выступать за череповецкую «Северсталь», уйдя из «Молота» из-за невыплаты зарплаты. По ходу сезона 1997/98 вернулся в «Молот-Прикамье», где играл до сезона 2002/03, был капитаном команды. Сезон 2003/04 провёл в челябинском «Мечеле», после чего завершил карьеру.
Выпускник первого набора академии хоккея ВШТ имени Пучкова (СПб).
В сезоне 2004/05, будучи генеральным менеджером «Молота-Прикамья», работал также тренером; с 25 января 2005 года стал исполняющим обязанности главного тренера, с 24 марта по 24 июня — главный тренер. В следующем сезоне — тренер команды, в январе 2006 года возобновил карьеру игрока из-за нехватки игроков и провёл 4 матча.
В сезоне 2007/08 — главный тренер команды первой лиги «Викинг» Пермь, в сезоне 2008/09 — главный тренер оренбургских команд «Газпром-ОГУ-2» и «Газпром-ОГУ». Главный тренер команды ОГИМ Оренбург (2009/10). Тренер в команде ВХЛ «Кубань» Краснодар (13 января 2012 — 2014/15). Тренер (2015/16), главный тренер (28 июня 2017 — 17 декабря 2018) команды МХЛ «Сарматы» Оренбург. Главный тренер МХК «Дмитров» (2016/17, НМХЛ). В 2019—2022 годах — юношеский тренер в ХК «Сочи». Тренер спортивной сборной команды Краснодарского края по хоккею Центра олимпийской подготовки по зимним видам спорта.